# Eglė Vilnius
L'Eglė Vilnius est un club féminin de handball basé à Vilnius en Lituanie.

## Palmarès

### Compétitions internationales
- Coupe l'IHF (C3)
  - vainqueur (1) : 1988 (de)
  - finaliste (2) : 1982 et 1989 (de)

### Compétitions nationales
- Championnat de Lituanie
  - vainqueur (15) : 1991, 1992, 1993, 1994, 1998, 1999, 2000, 2002, 2004, 2005, 2006, 2007, 2008, 2009, 2010
  - Deuxième (8) en 1995, 1996, 1997, 2001, 2003, 2021, 2022, 2023
- Championnat d'URSS
  - troisième (2) : 1981 et 1987

## Personnalités liées au club
- / Sigita Strečen (en) : joueuse de 1976 à 1989
- / Rasa Šulskytė (de) : joueuse jusqu'en 1989
- / Rima Sypkus (Sypkuvienė) (en)
- / Aušrelė Žukienė : joueuse de 1984 à 1990